# Uimitorul Om-Păianjen
Uimitorul Om-Păianjen (în engleză: The Amazing Spider-Man) este un film american cu supereroi din 2012. Este regizat de Marc Webb și se bazează pe personajul Omul Păianjen din universul Marvel Comics. O reinițializare a francizei de filme Omul Păianjen, filmul prezentând povestea originală a personajului și transformarea sa într-un supererou în timpul școlii. În film joacă actorii Andrew Garfield în rolul titular, Emma Stone ca Gwen Stacy și Rhys Ifans ca Dr. Connors / Șopârla.